# Podsłowo
Podsłowo – spójny podciąg znaków danego łańcucha znaków.

## Definicja formalna
Dla danego słowa {\displaystyle t=x_{1}x_{2}x_{3}\ldots x_{n}} podsłowem {\displaystyle t} nazywamy słowo:
{\displaystyle s=x_{i+1}x_{i+2}\ldots x_{i+m},}
dla pewnych liczb {\displaystyle i} i {\displaystyle m} takich, że {\displaystyle 0\leqslant i\land i+m\leqslant n.}
Jeżeli dodatkowo {\displaystyle m\neq 0} (czyli {\displaystyle s\neq \varepsilon }) oraz {\displaystyle m\neq n} {\displaystyle (s\neq t),} to takie podsłowo nazywamy właściwym.
Relacja bycia podsłowem (a zatem również relacje bycia prefiksem i bycia sufiksem) jest zwrotna, przechodnia i antysymetryczna, jest więc słabym porządkiem częściowym.

### Przykład
Dla słowa banana, ana jest równe dwóm podsłowom rozpoczynającym się na dwóch różnych pozycjach:
{\displaystyle b{\underline {an{\overline {a}}}}{\overline {na}}}

## Szczególne podsłowa

### Prefiks
Słowo {\displaystyle s} jest prefiksem słowa {\displaystyle t} wtedy i tylko wtedy, kiedy istnieje słowo {\displaystyle y} takie, że {\displaystyle t=sy,} gdzie {\displaystyle sy} oznacza konkatenację słów {\displaystyle s} i {\displaystyle y.} Taka relacja oznaczana jest poprzez {\displaystyle s\sqsubset t}.
Równoważna definicja zgodna z powyższą definicją podsłowa jest następująca: {\displaystyle s\sqsubset t} wtedy i tylko wtedy, gdy {\displaystyle t=x_{1}x_{2}x_{3}\ldots x_{n},} a {\displaystyle s=x_{1}x_{2}x_{3}\ldots x_{j}} dla pewnego {\displaystyle j\in \{0,\dots ,n\}.}
Jeśli {\displaystyle s} i {\displaystyle y} są niepuste to {\displaystyle s} jest nazywany prefiksem właściwym.
Przykładowo, {\displaystyle ban\sqsubset {\underline {ban}}ana.}

### Sufiks
Słowo {\displaystyle s} jest sufiksem słowa {\displaystyle t} wtedy i tylko wtedy, kiedy istnieje słowo {\displaystyle y} takie, że {\displaystyle t=ys.} Relacja ta oznaczana jest wtedy poprzez {\displaystyle s\sqsupset t}.
Jeśli {\displaystyle s} i {\displaystyle y} są niepuste to {\displaystyle s} jest nazywany sufiksem właściwym.
Przykładowo, {\displaystyle na\sqsupset bana{\underline {na}}.}

### Prefikso-sufiks
Właściwy prefiks danego słowa, który jest równy jego sufiksowi, nazywamy prefikso-sufiksem. Znajdowanie prefikso-sufiksów tekstu jest kluczowe dla algorytmu Knutha-Morrisa-Pratta wyszukiwania wystąpień wzorca w tekście.